# NHL All-Star Team

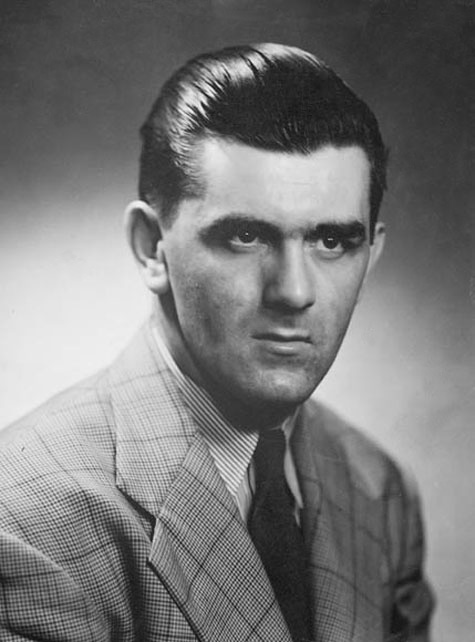
Maurice Richard blev uttagen till "First All-Star Team" 8 gånger och "Second All-Star Team" 6 gånger.

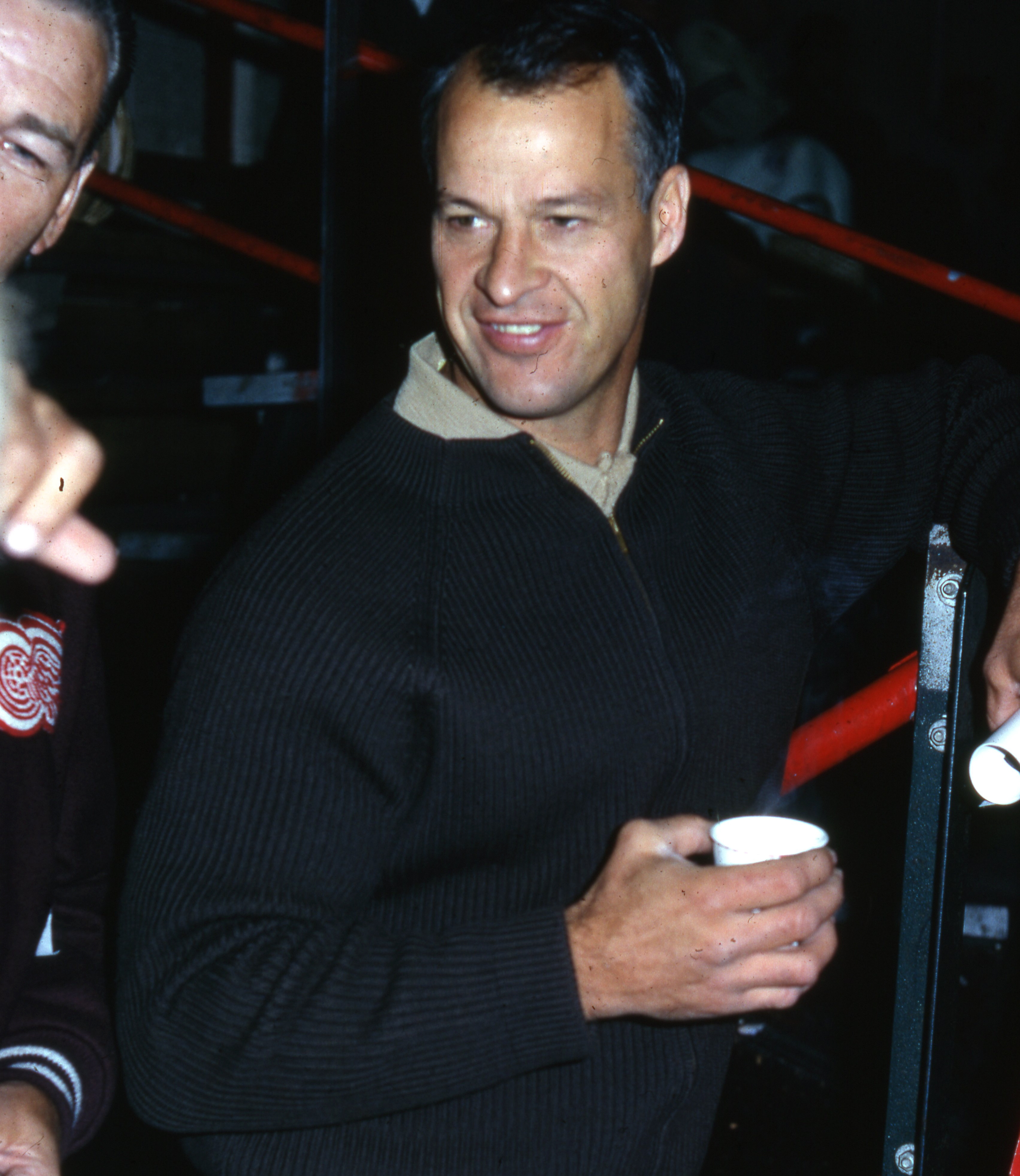
Gordie Howe blev uttagen till "First All-Star Team" vid 12 tillfällen och "Second All-Star Team" 9 gånger.

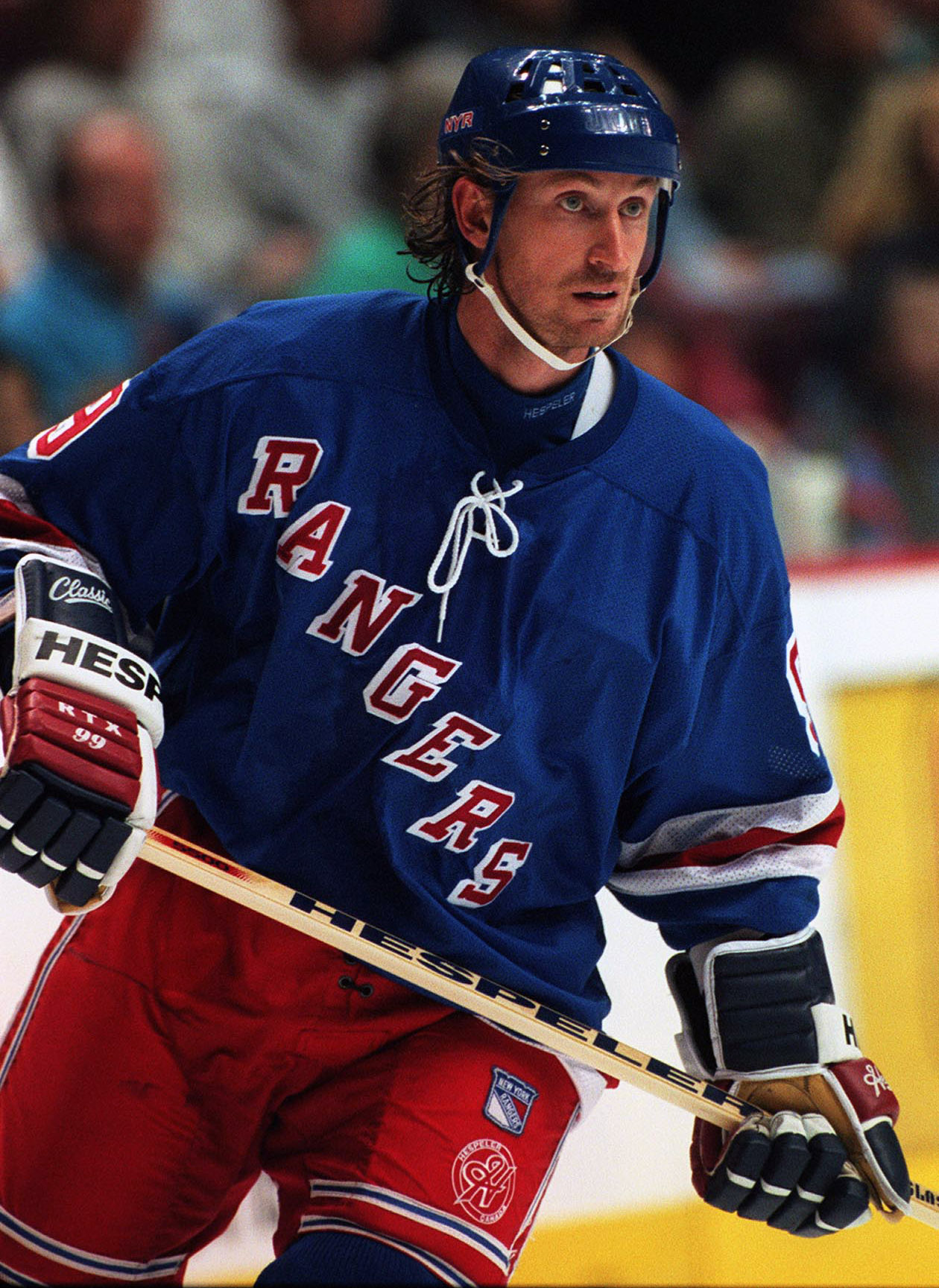
Wayne Gretzky blev uttagen till "First All-Star Team" 8 gånger och "Second All-Star Team" 7 gånger.

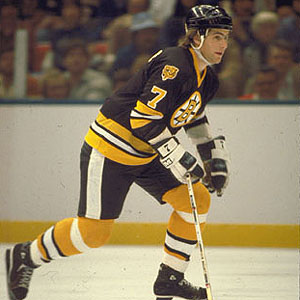
Ray Bourque blev uttagen till "First All-Star Team" 13 gånger och "Second All-Star Team" 6 gånger.

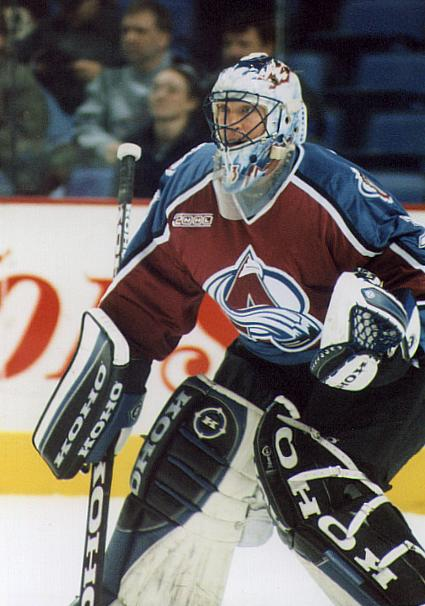
Patrick Roy blev uttagen till "First All-Star Team" 4 gånger och "Second All-Star Team" 2 gånger.

NHL All-Star Team utses efter varje NHL-säsong sedan säsongen 1930–31 av Professional Hockey Writers' Association och delas upp i ett "First Team" och ett "Second Team". Varje lag innehåller en målvakt, två backar, en vänsterforward, en högerforward och en center. Mellan 1930 och 1940 utsågs även en tränare för varje lag.

## 1931–1940
| 1930–31: First All-Star Team Aurel Joliat • Howie Morenz • Bill Cook Eddie Shore • King Clancy Charlie Gardiner Second All-Star Team Bun Cook • Frank Boucher • Dit Clapper Sylvio Mantha • Ching Johnson Tiny Thompson Tränare First Team: Lester Patrick Tränare Second Team: Dick Irvin 1931–32: First All-Star Team Busher Jackson • Howie Morenz • Bill Cook Eddie Shore • Ching Johnson Charlie Gardiner Second All-Star Team Aurel Joliat • Hooley Smith • Charlie Conacher Sylvio Mantha • King Clancy Roy Worters Tränare First Team: Lester Patrick Tränare Second Team: Dick Irvin 1932–33: First All-Star Team Baldy Northcott • Frank Boucher • Bill Cook Eddie Shore • Ching Johnson John Roach Second All-Star Team Busher Jackson • Howie Morenz • Charlie Conacher King Clancy • Lionel Conacher Charlie Gardiner Tränare First Team: Lester Patrick Tränare Second Team: Dick Irvin 1933–34: First All-Star Team Busher Jackson • Frank Boucher • Charlie Conacher King Clancy • Lionel Conacher Charlie Gardiner Second All-Star Team Aurel Joliat • Joe Primeau • Bill Cook Eddie Shore • Ching Johnson Roy Worters Tränare First Team: Lester Patrick Tränare Second Team: Dick Irvin 1934–35: First All-Star Team Busher Jackson • Frank Boucher • Charlie Conacher Eddie Shore • Earl Seibert Lorne Chabot Second All-Star Team Aurel Joliat • Cooney Weiland • Dit Clapper Cy Wentworth • Art Coulter Tiny Thompson Tränare First Team: Lester Patrick Tränare Second Team: Dick Irvin 1935–36: First All-Star Team Sweeney Schriner • Hooley Smith • Charlie Conacher Eddie Shore • Babe Siebert Tiny Thompson Second All-Star Team Paul Thompson • Bill Thoms • Cecil Dillon Earl Seibert • Ebbie Goodfellow Wilf Cude Tränare First Team: Lester Patrick Tränare Second Team: Tommy Gorman 1936–37: First All-Star Team Busher Jackson • Marty Barry • Larry Aurie Babe Siebert • Ebbie Goodfellow Normie Smith Second All-Star Team Sweeney Schriner • Art Chapman • Cecil Dillon Earl Seibert • Lionel Conacher Wilf Cude Tränare First Team: Jack Adams Tränare Second Team: Cecil Hart 1937–38: First All-Star Team Paul Thompson • Bill Cowley • Cecil Dillon/Gord Drillon Eddie Shore • Babe Siebert Tiny Thompson Second All-Star Team Toe Blake • Syl Apps • Cecil Dillon/Gord Drillon Art Coulter • Earl Seibert Dave Kerr Tränare First Team: Lester Patrick Tränare Second Team: Art Ross Notering: Cecil Dillon och Gord Drillon delade positionen som högerforward i första- och andralaget då de fick lika många röster. 1938–39: First All-Star Team Toe Blake • Syl Apps • Gord Drillon Eddie Shore • Dit Clapper Frank Brimsek Second All-Star Team Johnny Gottselig • Neil Colville • Bobby Bauer Earl Seibert • Art Coulter Earl Robertson Tränare First Team: Art Ross Tränare Second Team: Red Dutton 1939–40: First All-Star Team Toe Blake • Milt Schmidt • Bryan Hextall Dit Clapper • Ebbie Goodfellow Dave Kerr Second All-Star Team Woody Dumart • Neil Colville • Bobby Bauer Art Coulter • Earl Seibert Frank Brimsek Tränare First Team: Paul Thompson Tränare Second Team: Frank Boucher |

## 1940–1950
| 1940–41: First All-Star Team Sweeney Schriner • Bill Cowley • Bryan Hextall Dit Clapper • Wally Stanowski Turk Broda Second All-Star Team Woody Dumart • Syl Apps • Bobby Bauer Earl Seibert • Ehrhardt Heller Frank Brimsek 1941–42: First All-Star Team Lynn Patrick • Syl Apps • Bryan Hextall Earl Seibert • Tommy Anderson Frank Brimsek Second All-Star Team Sid Abel • Phil Watson • Gord Drillon Pat Egan • Bucko McDonald Turk Broda 1942–43: First All-Star Team Doug Bentley • Bill Cowley • Lorne Carr Earl Seibert • Jack Stewart Johnny Mowers Second All-Star Team Lynn Patrick • Syl Apps • Bryan Hextall Jack Crawford • Bill Hollett Frank Brimsek 1943–44: First All-Star Team Doug Bentley • Bill Cowley • Lorne Carr Earl Seibert • Babe Pratt Bill Durnan Second All-Star Team Herb Cain • Elmer Lach • Maurice Richard Emile Bouchard • Dit Clapper Paul Bibeault 1944–45: First All-Star Team Toe Blake • Elmer Lach • Maurice Richard Emile Bouchard • Bill Hollett Bill Durnan Second All-Star Team Syd Howe • Bill Cowley • Bill Mosienko Glen Harmon • Babe Pratt Mike Karakas 1945–46: First All-Star Team Gaye Stewart • Max Bentley • Maurice Richard Jack Crawford • Emile Bouchard Bill Durnan Second All-Star Team Toe Blake • Elmer Lach • Bill Mosienko Kenny Reardon • Jack Stewart Frank Brimsek 1946–47: First All-Star Team Doug Bentley • Milt Schmidt • Maurice Richard Kenny Reardon • Emile Bouchard Bill Durnan Second All-Star Team Woody Dumart • Max Bentley • Bobby Bauer Jack Stewart • Bill Quackenbush Frank Brimsek 1947–48: First All-Star Team Ted Lindsay • Elmer Lach • Maurice Richard Bill Quackenbush • Jack Stewart Turk Broda Second All-Star Team Gaye Stewart • Buddy O'Connor • Bud Poile Kenny Reardon • Neil Colville Frank Brimsek 1948–49: First All-Star Team Roy Conacher • Sid Abel • Maurice Richard Bill Quackenbush • Jack Stewart Bill Durnan Second All-Star Team Ted Lindsay • Doug Bentley • Gordie Howe Glen Harmon • Kenny Reardon Chuck Rayner 1949–50: First All-Star Team Ted Lindsay • Sid Abel • Maurice Richard Gus Mortson • Kenny Reardon Bill Durnan Second All-Star Team Tony Leswick • Ted Kennedy • Gordie Howe Leo Reise • Red Kelly Chuck Rayner |

## 1950–1960
| 1950–51: First All-Star Team Ted Lindsay • Milt Schmidt • Gordie Howe Red Kelly • Bill Quackenbush Terry Sawchuk Second All-Star Team Sid Smith • Sid Abel & Ted Kennedy • Maurice Richard Jimmy Thomson • Leo Reise Chuck Rayner 1951–52: First All-Star Team Ted Lindsay • Elmer Lach • Gordie Howe Red Kelly • Doug Harvey Terry Sawchuk Second All-Star Team Sid Smith • Milt Schmidt • Maurice Richard Hy Buller • Jimmy Thomson Jim Henry 1952–53: First All-Star Team Ted Lindsay • Fleming Mackell • Gordie Howe Red Kelly • Doug Harvey Terry Sawchuk Second All-Star Team Bert Olmstead • Alex Delvecchio • Maurice Richard Bill Quackenbush • Bill Gadsby Gerry McNeil 1953–54: First All-Star Team Ted Lindsay • Ken Mosdell • Gordie Howe Red Kelly • Doug Harvey Harry Lumley Second All-Star Team Ed Sandford • Ted Kennedy • Maurice Richard Bill Gadsby • Tim Horton Terry Sawchuk 1954–55: First All-Star Team Sid Smith • Jean Beliveau • Maurice Richard Doug Harvey • Red Kelly Harry Lumley Second All-Star Team Danny Lewicki • Ken Mosdell • Bernie Geoffrion Bob Goldham • Fern Flaman Terry Sawchuk 1955–56: First All-Star Team Ted Lindsay • Jean Beliveau • Maurice Richard Doug Harvey • Bill Gadsby Jacques Plante Second All-Star Team Bert Olmstead • Tod Sloan • Gordie Howe Red Kelly • Tom Johnson Glenn Hall 1956–57: First All-Star Team Ted Lindsay • Jean Beliveau • Gordie Howe Doug Harvey • Red Kelly Glenn Hall Second All-Star Team Real Chevrefils • Ed Litzenberger • Maurice Richard Fern Flaman • Bill Gadsby Jacques Plante 1957–58: First All-Star Team Dickie Moore • Henri Richard • Gordie Howe Doug Harvey • Bill Gadsby Glenn Hall Second All-Star Team Camille Henry • Jean Beliveau • Andy Bathgate Fern Flaman • Marcel Pronovost Jacques Plante 1958–59: First All-Star Team Dickie Moore • Jean Beliveau • Andy Bathgate Tom Johnson • Bill Gadsby Jacques Plante Second All-Star Team Alex Delvecchio • Henri Richard • Gordie Howe Marcel Pronovost • Doug Harvey Terry Sawchuk 1959–60: First All-Star Team Bobby Hull • Jean Beliveau • Gordie Howe Doug Harvey • Marcel Pronovost Glenn Hall Second All-Star Team Dean Prentice • Bronco Horvath • Bernie Geoffrion Allan Stanley • Pierre Pilote Jacques Plante |

## 1960–1970
| 1960–61: First All-Star Team Frank Mahovlich • Jean Beliveau • Bernie Geoffrion Doug Harvey • Marcel Pronovost Johnny Bower Second All-Star Team Dickie Moore • Henri Richard • Gordie Howe Allan Stanley • Pierre Pilote Glenn Hall 1961–62: First All-Star Team Bobby Hull • Stan Mikita • Andy Bathgate Doug Harvey • Jean-Guy Talbot Jacques Plante Second All-Star Team Frank Mahovlich • Dave Keon • Gordie Howe Carl Brewer • Pierre Pilote Glenn Hall 1962–63: First All-Star Team Frank Mahovlich • Stan Mikita • Gordie Howe Pierre Pilote • Carl Brewer Glenn Hall Second All-Star Team Bobby Hull • Henri Richard • Andy Bathgate Tim Horton • Elmer Vasko Terry Sawchuk 1963–64: First All-Star Team Bobby Hull • Stan Mikita • Kenny Wharram Pierre Pilote • Tim Horton Glenn Hall Second All-Star Team Frank Mahovlich • Jean Beliveau • Gordie Howe Elmer Vasko • Jacques Laperriere Charlie Hodge 1964–65: First All-Star Team Bobby Hull • Norm Ullman • Claude Provost Pierre Pilote • Jacques Laperriere Roger Crozier Second All-Star Team Frank Mahovlich • Stan Mikita • Gordie Howe Bill Gadsby • Carl Brewer Charlie Hodge 1965–66: First All-Star Team Bobby Hull • Stan Mikita • Gordie Howe Jacques Laperriere • Pierre Pilote Glenn Hall Second All-Star Team Frank Mahovlich • Jean Beliveau • Bobby Rousseau Allan Stanley • Pat Stapleton Gump Worsley 1966–67: First All-Star Team Bobby Hull • Stan Mikita • Kenny Wharram Pierre Pilote • Harry Howell Ed Giacomin Second All-Star Team Don Marshall • Norm Ullman • Gordie Howe Tim Horton • Bobby Orr Glenn Hall 1967–68: First All-Star Team Bobby Hull • Stan Mikita • Gordie Howe Bobby Orr • Tim Horton Gump Worsley Second All-Star Team Johnny Bucyk • Phil Esposito • Rod Gilbert J. C. Tremblay • Jim Neilson Ed Giacomin 1968–69: First All-Star Team Bobby Hull • Phil Esposito • Gordie Howe Bobby Orr • Tim Horton Glenn Hall Second All-Star Team Frank Mahovlich • Jean Beliveau • Yvan Cournoyer Ted Green • Ted Harris Ed Giacomin 1969–70: First All-Star Team Bobby Hull • Phil Esposito • Gordie Howe Bobby Orr • Brad Park Tony Esposito Second All-Star Team Frank Mahovlich • Stan Mikita • John McKenzie Carl Brewer • Jacques Laperriere Ed Giacomin |

## 1970–1980
| 1970–71: First All-Star Team Johnny Bucyk • Phil Esposito • Ken Hodge Bobby Orr • J. C. Tremblay Ed Giacomin Second All-Star Team Bobby Hull • Dave Keon • Yvan Cournoyer Brad Park • Pat Stapleton Jacques Plante 1971–72: First All-Star Team Bobby Hull • Phil Esposito • Rod Gilbert Bobby Orr • Brad Park Tony Esposito Second All-Star Team Vic Hadfield • Jean Ratelle • Yvan Cournoyer Bill White • Pat Stapleton Ken Dryden 1972–73: First All-Star Team Frank Mahovlich • Phil Esposito • Mickey Redmond Bobby Orr • Guy Lapointe Ken Dryden Second All-Star Team Dennis Hull • Bobby Clarke • Yvan Cournoyer Brad Park • Bill White Tony Esposito 1973–74: First All-Star Team Rick Martin • Phil Esposito • Ken Hodge Bobby Orr • Brad Park Bernie Parent Second All-Star Team Wayne Cashman • Bobby Clarke • Mickey Redmond Bill White • Barry Ashbee Tony Esposito 1974–75: First All-Star Team Rick Martin • Bobby Clarke • Guy Lafleur Bobby Orr • Denis Potvin Bernie Parent Second All-Star Team Steve Vickers • Phil Esposito • Rene Robert Guy Lapointe • Börje Salming Rogie Vachon 1975–76: First All-Star Team Bill Barber • Bobby Clarke • Guy Lafleur Denis Potvin • Brad Park Ken Dryden Second All-Star Team Rick Martin • Gilbert Perreault • Reggie Leach Börje Salming • Guy Lapointe Glenn Resch 1976–77: First All-Star Team Steve Shutt • Marcel Dionne • Guy Lafleur Larry Robinson • Börje Salming Ken Dryden Second All-Star Team Rick Martin • Gilbert Perreault • Lanny McDonald Denis Potvin • Guy Lapointe Rogie Vachon 1977–78: First All-Star Team Clark Gillies • Bryan Trottier • Guy Lafleur Denis Potvin • Brad Park Ken Dryden Second All-Star Team Steve Shutt • Darryl Sittler • Mike Bossy Larry Robinson • Börje Salming Don Edwards 1978–79: First All-Star Team Clark Gillies • Bryan Trottier • Guy Lafleur Denis Potvin • Larry Robinson Ken Dryden Second All-Star Team Bill Barber • Marcel Dionne • Mike Bossy Börje Salming • Serge Savard Glenn Resch 1979–80: First All-Star Team Charlie Simmer • Marcel Dionne • Guy Lafleur Larry Robinson • Ray Bourque Tony Esposito Second All-Star Team Steve Shutt • Wayne Gretzky • Danny Gare Börje Salming • Jim Schoenfeld Don Edwards |

## 1980–1990
| 1980–81: First All-Star Team Charlie Simmer • Wayne Gretzky • Mike Bossy Denis Potvin • Randy Carlyle Mike Liut Second All-Star Team Bill Barber • Marcel Dionne • Dave Taylor Larry Robinson • Ray Bourque Mario Lessard 1981–82: First All-Star Team Mark Messier • Wayne Gretzky • Mike Bossy Doug Wilson • Ray Bourque Billy Smith Second All-Star Team John Tonelli • Bryan Trottier • Rick Middleton Paul Coffey • Brian Engblom Grant Fuhr 1982–83: First All-Star Team Mark Messier • Wayne Gretzky • Mike Bossy Mark Howe • Rod Langway Pete Peeters Second All-Star Team Michel Goulet • Denis Savard • Lanny McDonald Paul Coffey • Ray Bourque Roland Melanson 1983–84: First All-Star Team Michel Goulet • Wayne Gretzky • Mike Bossy Rod Langway • Ray Bourque Tom Barrasso Second All-Star Team Mark Messier • Bryan Trottier • Jari Kurri Paul Coffey • Denis Potvin Pat Riggin 1984–85: First All-Star Team John Ogrodnick • Wayne Gretzky • Jari Kurri Paul Coffey • Ray Bourque Pelle Lindbergh Second All-Star Team John Tonelli • Dale Hawerchuk • Mike Bossy Rod Langway • Doug Wilson Tom Barrasso 1985–86: First All-Star Team Michel Goulet • Wayne Gretzky • Mike Bossy Paul Coffey • Mark Howe John Vanbiesbrouck Second All-Star Team Mats Näslund • Mario Lemieux • Jari Kurri Larry Robinson • Ray Bourque Bob Froese 1986–87: First All-Star Team Michel Goulet • Wayne Gretzky • Jari Kurri Mark Howe • Ray Bourque Ron Hextall Second All-Star Team Luc Robitaille • Mario Lemieux • Tim Kerr Larry Murphy • Al MacInnis Mike Liut 1987–88: First All-Star Team Luc Robitaille • Mario Lemieux • Håkan Loob Ray Bourque • Scott Stevens Grant Fuhr Second All-Star Team Michel Goulet • Wayne Gretzky • Cam Neely Gary Suter • Brad McCrimmon Patrick Roy 1988–89: First All-Star Team Luc Robitaille • Mario Lemieux • Joe Mullen Chris Chelios • Paul Coffey Patrick Roy Second All-Star Team Gerard Gallant • Wayne Gretzky • Jari Kurri Al MacInnis • Ray Bourque Mike Vernon 1989–90: First All-Star Team Luc Robitaille • Mark Messier • Brett Hull Ray Bourque • Al MacInnis Patrick Roy Second All-Star Team Brian Bellows • Wayne Gretzky • Cam Neely Paul Coffey • Doug Wilson Daren Puppa |

## 1990–2000
| 1990–91: First All-Star Team Luc Robitaille • Wayne Gretzky • Brett Hull Ray Bourque • Al MacInnis Ed Belfour Second All-Star Team Kevin Stevens • Adam Oates • Cam Neely Chris Chelios • Brian Leetch Patrick Roy 1991–92: First All-Star Team Kevin Stevens • Mark Messier • Brett Hull Brian Leetch • Ray Bourque Patrick Roy Second All-Star Team Luc Robitaille • Mario Lemieux • Mark Recchi Phil Housley • Scott Stevens Kirk McLean 1992–93: First All-Star Team Luc Robitaille • Mario Lemieux • Teemu Selänne Chris Chelios • Ray Bourque Ed Belfour Second All-Star Team Kevin Stevens • Pat LaFontaine • Aleksandr Mogilnyj Larry Murphy • Al Iafrate Tom Barrasso 1993–94: First All-Star Team Brendan Shanahan • Sergej Fjodorov • Pavel Bure Ray Bourque • Scott Stevens Dominik Hašek Second All-Star Team Adam Graves • Wayne Gretzky • Cam Neely Al MacInnis • Brian Leetch John Vanbiesbrouck 1995: First All-Star Team John LeClair • Eric Lindros • Jaromír Jágr Paul Coffey • Chris Chelios Dominik Hašek Second All-Star Team Keith Tkachuk • Alexei Zhamnov • Theoren Fleury Ray Bourque • Larry Murphy Ed Belfour 1995–96: First All-Star Team Paul Kariya • Mario Lemieux • Jaromír Jágr Chris Chelios • Ray Bourque Jim Carey Second All-Star Team John LeClair • Eric Lindros • Aleksandr Mogilnyj Vladimir Konstantinov • Brian Leetch Chris Osgood 1996–97: First All-Star Team Paul Kariya • Mario Lemieux • Teemu Selänne Brian Leetch • Sandis Ozolinsh Dominik Hasek Second All-Star Team John LeClair • Wayne Gretzky • Jaromír Jágr Chris Chelios • Scott Stevens Martin Brodeur 1997–98: First All-Star Team John LeClair • Peter Forsberg • Jaromír Jágr Nicklas Lidström • Rob Blake Dominik Hašek Second All-Star Team Keith Tkachuk • Wayne Gretzky • Teemu Selänne Chris Pronger • Scott Niedermayer Martin Brodeur 1998–99: First All-Star Team Paul Kariya • Peter Forsberg • Jaromír Jágr Al MacInnis • Nicklas Lidström Dominik Hašek Second All-Star Team John LeClair • Aleksej Jasjin • Teemu Selänne Ray Bourque • Éric Desjardins Byron Dafoe 1999–2000: First All-Star Team Brendan Shanahan • Steve Yzerman • Jaromír Jágr Chris Pronger • Nicklas Lidström Olaf Kölzig Second All-Star Team Paul Kariya • Mike Modano • Pavel Bure Rob Blake • Éric Desjardins Roman Turek |

## 2000–2010
| 2000–01: First All-Star Team Patrik Eliáš • Joe Sakic • Jaromír Jágr Nicklas Lidström • Ray Bourque Dominik Hašek Second All-Star Team Luc Robitaille • Mario Lemieux • Pavel Bure Rob Blake • Scott Stevens Roman Čechmánek 2001–02: First All-Star Team Markus Näslund • Joe Sakic • Jarome Iginla Nicklas Lidström • Chris Chelios Patrick Roy Second All-Star Team Brendan Shanahan • Mats Sundin • Bill Guerin Rob Blake • Sergej Gontjar José Théodore 2002–03: First All-Star Team Markus Näslund • Peter Forsberg • Todd Bertuzzi Nicklas Lidström • Al MacInnis Martin Brodeur Second All-Star Team Paul Kariya • Joe Thornton • Milan Hejduk Sergej Gontjar • Derian Hatcher Marty Turco 2003–04: First All-Star Team Markus Näslund • Joe Sakic • Martin St. Louis Scott Niedermayer • Zdeno Chára Martin Brodeur Second All-Star Team Ilja Kovaltjuk • Mats Sundin • Jarome Iginla Chris Pronger • Bryan McCabe Roberto Luongo 2005–06: First All-Star Team Aleksandr Ovetjkin • Joe Thornton • Jaromír Jágr Nicklas Lidström • Scott Niedermayer Miikka Kiprusoff Second All-Star Team Dany Heatley • Eric Staal • Daniel Alfredsson Zdeno Chára • Sergej Zubov Martin Brodeur 2006–07: First All-Star Team Aleksandr Ovetjkin • Sidney Crosby • Dany Heatley Nicklas Lidström • Scott Niedermayer Martin Brodeur Second All-Star Team Thomas Vanek • Vincent Lecavalier • Martin St. Louis Chris Pronger • Dan Boyle Roberto Luongo 2007–08: First All-Star Team Aleksandr Ovetjkin • Jevgenij Malkin • Jarome Iginla Nicklas Lidström • Dion Phaneuf Jevgenij Nabokov Second All-Star Team Henrik Zetterberg • Joe Thornton • Aleksej Kovaljov Brian Campbell • Zdeno Chára Martin Brodeur 2008–09: First All-Star Team Aleksandr Ovetjkin • Jevgenij Malkin • Jarome Iginla Mike Green • Zdeno Chára Tim Thomas Second All-Star Team Zach Parise • Pavel Datsiuk • Marian Hossa Nicklas Lidström • Dan Boyle Steve Mason 2009–10: First All-Star Team Aleksandr Ovetjkin • Henrik Sedin • Patrick Kane Mike Green • Duncan Keith Ryan Miller Second All-Star Team Martin St. Louis • Sidney Crosby • Daniel Sedin Nicklas Lidström • Drew Doughty Ilja Bryzgalov |

## 2010–
| 2010–11: First All-Star Team Daniel Sedin • Henrik Sedin • Corey Perry Nicklas Lidström • Shea Weber Tim Thomas Second All-Star Team Aleksandr Ovetjkin • Steven Stamkos • Martin St. Louis Zdeno Chara • Lubomir Visnovsky Pekka Rinne |

| 2011–12: First All-Star Team James Neal • Jevgenij Malkin • Ilja Kovaltjuk Shea Weber • Erik Karlsson Henrik Lundqvist Second All-Star Team Ray Whitney • Steven Stamkos • Martin St. Louis Zdeno Chara • Alex Pietrangelo Jonathan Quick |

## Uttagna flest gånger
Detta är en lista över de spelare som har blivit uttagna till First All-Star Team flest gånger på varje position. Spelare som fortfarande är aktiva är fetmarkerade.
Centrar:
- Wayne Gretzky, 8 gånger
- Jean Béliveau, 6 gånger
- Phil Esposito, 6 gånger
- Stan Mikita, 6 gånger
- Mario Lemieux, 5 gånger
- Bill Cowley, 4 gånger
- Milt Schmidt, 3 gånger
- Frank Boucher, 3 gånger
- Joe Sakic, 3 gånger
- Peter Forsberg, 3 gånger
- Mark Messier 2 gånger

Högerforwards:
- Gordie Howe, 12 gånger
- Maurice Richard, 8 gånger
- Jaromír Jágr, 7 gånger
- Guy Lafleur, 6 gånger
- Mike Bossy, 5 gånger
- Brett Hull, 3 gånger
- Bill Cook, 3 gånger
- Charlie Conacher, 3 gånger
- Jarome Iginla, 3 gånger

Vänsterforwards:
- Bobby Hull, 10 gånger
- Ted Lindsay, 8 gånger
- Aleksandr Ovetjkin, 5 gånger
- Luc Robitaille, 5 gånger
- Busher Jackson, 4 gånger
- Toe Blake, 3 gånger
- John LeClair, 3 gånger
- Paul Kariya, 3 gånger
- Markus Näslund, 3 gånger

Backar:
- Ray Bourque, 13 gånger
- Doug Harvey, 10 gånger
- Nicklas Lidström, 10 gånger
- Bobby Orr, 8 gånger
- Eddie Shore, 7 gånger
- Red Kelly, 6 gånger
- Chris Chelios, 5 gånger
- Brad Park, 5 gånger
- Pierre Pilote, 5 gånger
- Denis Potvin, 5 gånger

Målvakter:
- Glenn Hall, 7 gånger
- Dominik Hašek, 6 gånger
- Bill Durnan, 6 gånger
- Ken Dryden, 5 gånger
- Patrick Roy, 4 gånger
- Tony Esposito, 3 gånger
- Charlie Gardiner, 3 gånger
- Jacques Plante, 3 gånger
- Terry Sawchuk, 3 gånger
- Martin Brodeur, 3 gånger